# Kodein
Kodein (též methylmorfin), z řec. kodeia – makovice, je opiát používaný pro analgetické, antitusivní a protiprůjmové účinky. Je zřejmě nejčastěji užívaným opiátem na světě. Je jedním z nejúčinnějších orálně podávaných analgetik a má široký pás bezpečného použití. U většiny lidí dosahuje 8 až 12 procent síly morfinu; odlišným metabolismem, stejně tak jako užitím dalších medikamentů se mohou tyto údaje lišit.
Kodein je opiový alkaloid, který se přirozeně vyskytuje v máku setém a největších koncentrací dosahuje ve šťávě z nezralých makovic, v opiu. V opiu kodein dosahuje koncentrací od 0,3 do 3 %.[zdroj?] I když může být z opia extrahován, většinou je vyráběn metylací morfinu. Na evropském trhu je k dostání zejména ve formě hydrochloridu, ve Spojených státech a Kanadě jako síran a fosfát.

## Historie
První zprávy o užívání opia se datují do doby před 6 000 lety v oblasti Mezopotámie, později bylo známo i v starověkém Řecku a v Římě. Ve středověku učenec Paracelsus připravil tzv. laudanum, směs opia a alkoholu, která se stala součástí elixírů a tinktur. Hlavní účinnou složkou opia však je morfin a nikoliv kodein. Kodein byl proto izolován až poněkud později, poprvé Francouzem Jeanem-Pierrem Robiquetem v roce 1830.
Ačkoliv jde o přirozeně se vyskytující opiát, kodein může být vyroben i kompletní syntézou. Ve Spojených státech amerických kolem roku 1972 způsobila Nixonova „válka proti drogám“ všeobecný nedostatek kontrolovaných opiátů kvůli vzácnosti přírodního opia, makové slámy a ostatních zdrojů opiových alkaloidů. Poté, co musela být uvolněna velká část opia a morfinu z Národních strategických rezerv Spojených států amerických na pokrytí potřeb ve zdravotnictví (zejména antitusik na bázi kodeinu), byl výzkumný sektor požádán o nalezení cesty k přípravě kodeinu a jeho derivátů a prekurzorů z ropy nebo černouhelného dehtu použitím procesu vyvinutého americkým Ústavem národního zdraví (NIH).

## Léčivo

### Indikace
Kodein se používá pro jeho analgetické a antitusivní (protikašlové) účinky. Dříve byl podáván i pro potlačení průjmů, v tomto směru však již byl nahrazen jinými látkami. Podává se zejména u pacientů, kteří trpí kašlem, jenž jim nedovoluje spát. Účinnost kodeinu v nízkých dávkách na kašel je však sporná. Navíc je sporné, zda někdy není lépe kašel neomezovat, neboť se jedná o ochranný reflex. Mimo případů silného kašle se také podává jako lék proti bolesti; podává se zejména k potlačení bolesti, jejíž délka trvání se očekává na několik dnů či maximálně týdnů. I v tomto případě však jsou jeho účinky sporné a přinejmenším jsou údajně stejné, jako u běžných (nenarkotických) léků proti bolesti.
Kodein je někdy prodáván v kombinaci s analgetiky (paracetamol, kyselina acetylsalicylová) nebo NSA (ibuprofen). Tyto kombinace poskytují větší úlevu od bolesti díky synergickému efektu. Injekční kodein je dostupný pro subkutánní nebo intramuskulární aplikace, intravenózní aplikace nicméně může způsobit závažné reakce, které mohou vést k anafylaxi.[zdroj?]

### Metabolismus v těle
Kodein je považován za prekurzor drogy (prodrogu). V těle je metabolizován na aktivní komponenty morfin a kodein-6-glukuronid. Zhruba 5-10 % kodeinu se přemění na morfin, zbytek zůstane buď volný, konjugovaný ve formě kodein-6-glukuronidu (70 %), nebo se přemění na norkodein (10 %) a hydromorfon (1 %). Přeměnu kodeinu na morfin, demethylaci kodeinu, v játrech zabezpečuje enzym CYP2D6 (druh cytochromu P450). Část kodeinu se místo demethylace přeměňuje na příslušný 6-glukoronid pomocí enzymu UGT2B7.

### Účinnost
Kvůli velké proměnlivosti CYP2D6 v populaci může být účinek kodeinu u jednotlivců proměnlivý. Přibližně 6–10 % indoevropské populace, 2 % Asiatů a 1 % Arabů má špatně funkční CYP2D6. U takových osob má zřejmě kodein malý nebo dokonce žádný efekt (ačkoliv je zvažována možnost že kodein-6-glukuronid je zodpovědný za velkou část analgetických vlastností kodeinu a tak tito pacienti přece jen mohou určité analgetické účinky pociťovat). Naopak 0,5-2 % populace má více kopií genu 2D6 a metabolizují tak narkotika závislá na genu 2D6 účinněji než ostatní. Některé léky CYP2D6 inhibují a tím redukují anebo úplně eliminují účinnost kodeinu. Nejznámějšími jsou selektivní serotonin reabsorpční inhibitory jako fluoxetin (Prozac) a citalopram (Celexa). Jiné léky, jako rifampicin a dexamethazon indukují expresi CYP450 isozymů a tím zvyšují rychlost metabolizmu.
Je méně účinný nežli morfin a shodně s tím je i méně náchylný na vytvoření závislosti. Odvykací symptomy jsou u kodeinu relativně mírné a je i podstatně méně návykový než ostatní opiáty. Teoreticky musí být podána dávka 200 mg (orálně) kodeinu k dosažení stejného analgetického účinku 30 mg (orálně) morfinu. Nicméně kodein nebývá používán v jednotlivých dávkách vyšších než 60 mg (a ne větších než 240 mg za 24 hodin). Když je požadována silnější analgezie, dává se přednost silnějším opiodům jako hydrokodon a oxykodon.

### Nežádoucí účinky
Běžné nežádoucí účinky spojené s užíváním kodeinu jsou euforie, svědění, nevolnost, zvracení, ospalost, sucho v ústech, mióza, orthostatická hypotenze, urinární retence a zácpa. Tolerance většiny účinků kodeinu se vytváří déletrvajícím užíváním, včetně účinku terapeutického. Poměrně závažným vedlejším účinkem, stejně tak jako u ostatních opioidů, je respirační útlum. Tento útlum je závislý na dávce a je mechanismem možných fatálních následků předávkování. Dalším všeobecně známým vedlejším účinkem je nedostatečnost sexuální žádostivosti a nárůst komplikací erektilní dysfunkce. Někteří lidé mohou též mít alergickou reakci na kodein, jež může způsobit alergické reakce jako otoky a vyrážku.

## Zneužívání kodeinu
Na kodeinu může vznikat závislost, byly popsány případy například starých osob, které popletou dávkování a postupně se na kodeinu stanou závislými, nebo lidí ze středních a vyšších tříd, které kodein považují za bezpečnější alternativu k „pouličním“ drogám. Opiáty na předpis zneužívali ze známých lidí například komentátor Rush Limbaugh či komik George Carlin. Udává se, že ve Spojených státech existuje v Houstonu komunita narkomanů specializujících se na zneužívání kodeinu. Na předávkování kodeinem zemřel známý hudební interpret ze skupiny A$AP Mob, byl to A$AP Yams (Steven Rodriguez), dále také jeden z protagonistů houstonské scény, DJ Screw. Obětí kodeinu společně s oxykodonem se stal také americký rapper Juice WRLD. V Česku se pro zneužívání přestalo vyrábět analgetikum Alnagon.